# Бологовское сельское поселение
Болого́вское се́льское поселе́ние — упразднённое муниципальное образование в составе Андреапольского района Тверской области.
На территории поселения находились 24 населённых пункта. Центр поселения — посёлок Бологово.
Образовано в 2005 году, включило в себя территорию Бологовского сельского округа.

## Географические данные
- Нахождение: северо-западная часть Андреапольского района
  - Граничит:
    - на северо-западе — с Новгородской областью, Холмский район
    - на северо-востоке — с Аксёновским СП
    - на востоке — с Волокским СП
    - на юге — с Торопацким СП
    - на западе — с Торопецким районом, Шешуринское и Плоскошское СП

Поселение расположено на Валдайской возвышенности, много озёр, крупнейшие — Бологово, Паршинское, Лукое, Охоння, Сушне.

## История
В XIX — начале XX века территория поселения относилась к Холмскому уезду Псковской губернии. В 1929—1935 гг. входила в Западную область, с 1935 года — в Калининскую область. В июне 1936 года в составе Калининской области был образован Серёжинский район с центром в селе Бологово. В 1944 году он передан в состав Великолукской области, в 1957 году вновь вошёл в состав Калининской области, упразднён в январе 1960 года. В 1960—1963 годах территория поселения входила в Ленинский район (центр — г. Андреаполь), в 1963—1965 — в Торопецкий район. С 12 января 1965 относится к Андреапольскому району.

## Население
| 2005 | 2010 | 2011 | 2012 | 2013 | 2014 | 2015 |
| ---- | ---- | ---- | ---- | ---- | ---- | ---- |
| 887  | ↘686 | ↘680 | ↘627 | ↘587 | ↘550 | ↘523 |
| 2016 | 2017 | 2018 | 2019 |      |      |      |
| ↘513 | ↘500 | ↘486 | ↘478 |      |      |      |

## Состав сельского поселения
В состав сельского поселения входили 24 населённых пункта:
| №  | Населённый пункт | Тип населённого пункта          | Население |
| -- | ---------------- | ------------------------------- | --------- |
| 1  | Акатово          | деревня                         | ↘1        |
| 2  | Алексеевское     | деревня                         | →0        |
| 3  | Бологово         | посёлок, административный центр | ↘575      |
| 4  | Ветошки          | деревня                         | →0        |
| 5  | Горбухино        | деревня                         | ↘6        |
| 6  | Демехово         | деревня                         | ↘0        |
| 7  | Дербень          | деревня                         | ↗1        |
| 8  | Жоготово         | деревня                         | ↘1        |
| 9  | Конаи            | деревня                         | ↘1        |
| 10 | Кунавино         | деревня                         | ↘27       |
| 11 | Кушниково        | деревня                         | ↘5        |
| 12 | Лохово           | деревня                         | ↘1        |
| 13 | Мылохово         | деревня                         | ↘7        |
| 14 | Немково          | деревня                         | ↘7        |
| 15 | Паново           | деревня                         | ↘6        |
| 16 | Паршино          | деревня                         | ↘23       |
| 17 | Пересыпница      | деревня                         | →0        |
| 18 | Петрово          | деревня                         | ↘1        |
| 19 | Пужакино         | деревня                         | →0        |
| 20 | Семехино         | деревня                         | ↘0        |
| 21 | Сосновец         | деревня                         | →0        |
| 22 | Ульянец          | деревня                         | →0        |
| 23 | Ульянинки        | деревня                         | →0        |
| 24 | Яновищи          | деревня                         | ↘12       |

## Экономика
Основное сельхозпредприятие — СПК «Сережино».

## Известные люди
В деревне Алексеевское родился Герой Советского Союза Николай Игнатьевич Назимов.